# Copa dos Campeões Europeus da FIBA de 1987–88
A Copa dos Campeões Europeus da FIBA de 1987-88 foi a 31ª edição da principal competição europeia de clubes profissionais da Europa conhecida hoje como EuroLiga. A final foi sediada no Flanders Expo em Gante na Bélgica em 7 de abril de 1988. Na ocasião o Tracer Milano conquistou seu terceiro título europeu vencendo a equipe do Maccabi Tel Aviv por 90–84. Esta temporada ficou marcada como a primeira a ser decidida com o sistema que vigora até hoje chamado de Final Four com sede única pré-definida e com semifinais e final em jogo único.

## Primeira fase
| Equipe 1       | Total   | Equipe 2         | 1.º jogo | 2.º jogo |
| -------------- | ------- | ---------------- | -------- | -------- |
| AEL            | 143–193 | Körmendi Dózsa   | 72–84    | 71–109   |
| Benfica        | 230–161 | Sparta Bertrange | 122–77   | 108–84   |
| Klosterneuburg | 200–221 | Pully            | 93–104   | 107–117  |
| Nashua EBBC    | 178–161 | NMKY Helsinki    | 91–78    | 87–83    |
| Zbrojovka Brno | 189–173 | Portsmouth       | 94-76    | 95–97    |
| Södertälje     | 179–159 | Maes Pils        | 89–93    | 90–69    |
| MIM Livingston | 170–189 | Saturn Köln'     | 82–98    | 88–91    |

fonte:fibaeurope.com

## Oitavas de finais
| Equipe 1               | Total   | Equipe 2          | 1.º jogo | 2.º jogo |
| ---------------------- | ------- | ----------------- | -------- | -------- |
| Balkan Botevgrad       | 167–190 | Tracer Milano     | 79–93    | 88–97    |
| Orthez                 | 212–167 | Karşıyaka         | 124–82   | 88–85    |
| FC Barcelona           | 269–134 | Śląsk Wrocław     | 129–65   | 140–69   |
| Körmendi Dózsa         | 165–231 | Partizan Belgrado | 94–130   | 71–101   |
| Maccabi Elite Tel Aviv | 192–165 | Benfica           | 111-86   | 81–79    |
| Pully                  | 229–240 | Aris              | 125–127  | 104–113  |
| Nashua EBBC            | 184–161 | Zbrojovka Brno    | 87–78    | 97–83    |
| Södertälje             | 207–257 | Saturn Köln       | 119–126  | 88–131   |

fonte:fibaeurope.com

## Grupo de quartas de finais
|  | As quatro equipes melhor classificadas avançam ao Final four |

|    | Team                   | Pld | Pts | W  | L  | PF   | PA   |
| -- | ---------------------- | --- | --- | -- | -- | ---- | ---- |
| 1. | Partizan               | 14  | 24  | 10 | 4  | 1290 | 1260 |
| 2. | Aris                   | 14  | 23  | 9  | 5  | 1346 | 1315 |
| 3. | Tracer Milano          | 14  | 23  | 9  | 5  | 1304 | 1286 |
| 4. | Maccabi Elite Tel Aviv | 14  | 22  | 8  | 6  | 1326 | 1320 |
| 5. | FC Barcelona           | 14  | 21  | 7  | 7  | 1367 | 1278 |
| 6. | Saturn Köln            | 14  | 19  | 5  | 9  | 1402 | 1415 |
| 7. | Orthez                 | 14  | 18  | 4  | 10 | 1210 | 1229 |
| 8. | Nashua EBBC            | 14  | 18  | 4  | 10 | 1299 | 1441 |

fonte:fibaeurope.com

## Final four

### Semifinais
5 de abril, Flanders Expo, Gante
| Equipe 1          | Resultado | Equipe 2               |
| ----------------- | --------- | ---------------------- |
| Partizan Belgrado | 82–87     | Maccabi Elite Tel Aviv |
| Aris              | 82–87     | Tracer Milano          |

### Decisão do 3º colocado
7 de abril, Flanders Expo, Gante
| Equipe 1          | Resultado | Equipe 2 |
| ----------------- | --------- | -------- |
| Partizan Belgrado | 105–93    | Aris     |

### Final
7 de abril, Flanders Expo, Gante
| Equipe 1      | Resultado | Equipe 2               |
| ------------- | --------- | ---------------------- |
| Tracer Milano | 90–84     | Maccabi Elite Tel Aviv |

| Copa dos campeões europeus de 1987–88 Campeão |
| --------------------------------------------- |
| Tracer Milano 3º Título                       |

### Colocação final
|  | Equipe                 |
|  | ---------------------- |
|  | Tracer Milano          |
|  | Maccabi Elite Tel Aviv |
|  | Partizan               |
|  | Aris                   |

## Ligações Externas
- 1987–88 FIBA European Champions Cup
- Champions Cup 1987–88 Line-ups and Stats